# Усник (лимени дувачки инструменти)
На лименим дувачким инструментима усник или писак је онај део инструмента на који се ослањају усне свирача. Они су конструисани тако да пренесу максимум „информација“ са усана, уста, језика и плућа свирача на ваздушни стуб инструмента. Помоћу самог усника се може одсвирати неколико тонова, лошег квалитета. Од форме и структуре усника зависи боја звука инструмента. Због тога је Рихард Вагнер да би омекшао звук тубе ставио на њу усник рога. На инструментима западне класичне традиције, постоји више врста усника. Најчешћи је онај који се може срести код класичних лимених дувача и састоји се од кружног отвора који води до главног тела инструмента. Усне свирача вибрирају док су притиснуте у отвор и стварају под притиском ваздуха тзв. „опнени језичак“. Ово треперење изазива вибрације и ваздушног стуба инструмента. Треперење је најјаче управо код усника и код супротног краја цеви, док се према унутрашњости смањује и нестаје око средине. На већини лимених дувача, као што су трубе и тромбони, усник је плитак и чашичастог облика, док је код хорне и тубе дубљи и левкаст. Од облика усника зависи и тембр инструмента.
Усник се јавља и код неких дрвених дувача, али са сврхом да држи језичак од трске.